# Shayla LaVeaux

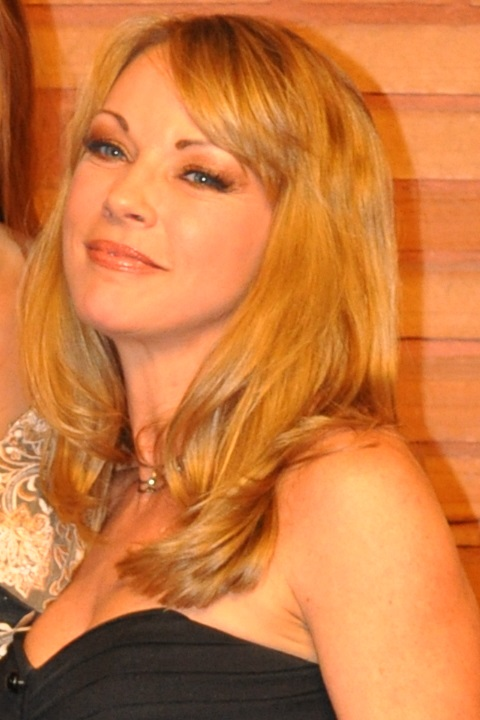
Shayla LaVeaux bei den AVN Awards 2011

Shayla LaVeaux (* 26. Dezember 1969 in Golden, Colorado als Dana Casey) ist eine US-amerikanische Pornodarstellerin und -produzentin.

## Karriere
LaVeaux wuchs in Denver, Colorado auf und verfügt über eine vielfältige Herkunft. Sie besitzt sowohl englische, schottische als auch irische sowie deutsche Wurzeln. Mit 18 Jahren wurde sie Tänzerin in einem Strip Club. Sie drehte ihren ersten Hardcorefilm 1992 mit dem Titel Curious. Später traf sie den Regisseur Paul Norman. Dieser sah sie bei den Vorbereitungen zu Lesbian Love Connection und gab ihr einen Exklusivvertrag. Danach arbeitete sie für die Produktionsfirma VCA und anschließend für Ashton View Promotions. 1993 startete sie ihre eigene Produktionsfirma Shayla Productions. 2002 wurde sie in die AVN Hall of Fame aufgenommen. Im September 2003 nahm sie am Ms.-Nude-USA-Wettbewerb in Hallandale, Florida teil. Sie gewann in den Kategorien „Ms. Nude USA First Runner up“, „Most Erotic“, „Best Hard Body“ und „Miss Congeniality“. Sie ist bekannt für ihre Hauptrolle in Shayla’s Web von Michael Ninn und die interaktive DVD My Virtual Shayla. Nach ihrem fast ein Jahrzehnt zurückliegenden Ausstieg kehrte sie im September 2008 in die Branche zurück.
Shayla heiratete 1990 James Wieser.

## Auszeichnungen
- 1994: Adam Film World Award „New Starlet“
- 1994: AVN Award „Best New Starlet“
- 1994: XRCO Award „Best New Starlet“
- 1994: Adam Film World „Best New Starlet“
- 1997: AVN Award für „Most Outrageous Sex Scene“ in Shock (gemeinsam mit T. T. Boy und Vince Vouyer)
- 2001: AVN Hall of Fame
- 2005: Legends of Erotica Hall of Fame
- 2008: XRCO Hall of Fame

## Filmografie (Auswahl)
- 1995: Shock
- 1998: Vortex
- 2002: Midnight Librarians
- 2009: Dirty Rotten Mother Fuckers 3
- 2009: It's a Mommy Thing! 5
- 2009: White Mommas 2